# Bytte Bytte Købmand
Bytte Bytte Købmand er et standupcomedy-show af og med Thomas Hartmann og Anders Matthesen, som var på turné i efteråret 2009. Titlen hentyder til, at Hartmann og Matthesen optræder med den andens materiale.